# Associazione Calcio Fiorentina 1963-1964
Questa voce raccoglie le informazioni riguardanti l'Associazione Calcio Fiorentina nelle competizioni ufficiali della stagione 1963-1964.

## Stagione

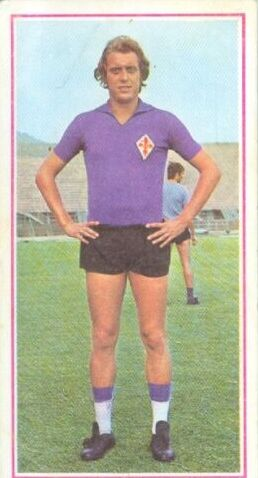
Ugo Ferrante.

Un quarto posto in questa stagione per la compagine viola, che si toglie qualche soddisfazione e niente più, in un campionato che vede Giuseppe Chiappella al ritorno da allenatore della squadra. Da questa stagione il portiere titolare diventa Enrico Albertosi con l'addio di Giuliano Sarti alla maglia viola.
Il nuovo allenatore lancia due promettenti giovani: Giuseppe Brizi e Ugo Ferrante.
Grande record di Kurt Hamrin quest'anno segna cinque gol nella partita di Bergamo (1-7 per i viola) che costituisce il primato di reti segnate da un singolo giocatore in un incontro esterno. Capitano per due stagioni sarà Enzo Robotti.
In Coppa Italia la Fiorentina arriva fino in semifinale, superando Palermo, Prato, Cagliari e Milan, perdendo solo ai rigori contro la Roma, Hamrin e Seminario con 4 reti diventano miglior marcatori del torneo. La viola partecipa anche alla Coppa Piano Rappan, finendo seconda nel girone di qualificazione, miglior marcatore della Coppa Hamrin con 5 reti.

## Rosa
| N. |                      | Ruolo | Calciatore              |
| -- | -------------------- | ----- | ----------------------- |
|    | Italia (bandiera)    | P     | Enrico Albertosi        |
|    | Italia (bandiera)    | P     | Lorenzo Buffon          |
|    | Italia (bandiera)    | D     | Giuseppe Brizi          |
|    | Italia (bandiera)    | D     | Sergio Castelletti      |
|    | Italia (bandiera)    | D     | Ugo Ferrante            |
|    | Italia (bandiera)    | D     | Piero Gonfiantini       |
|    | Italia (bandiera)    | D     | Enzo Robotti (capitano) |
|    | Turchia (bandiera)   | C     | Can Bartu               |
|    | Italia (bandiera)    | C     | Renato Benaglia         |
|    | Italia (bandiera)    | C     | Mario Brugnera          |
|    | Italia (bandiera)    | C     | Egidio Guarnacci        |
|    | Argentina (bandiera) | C     | Francisco Lojacono      |
|    | Italia (bandiera)    | C     | Rino Marchesi           |

| N. |                      | Ruolo | Calciatore               |
| -- | -------------------- | ----- | ------------------------ |
|    | Italia (bandiera)    | C     | Gastone Marchi           |
|    | Italia (bandiera)    | C     | Giovan Battista Pirovano |
|    | Italia (bandiera)    | C     | Elvio Salvori            |
|    | Italia (bandiera)    | A     | Pasquale Cavicchia       |
|    | Italia (bandiera)    | A     | Francesco Canella        |
|    | Svezia (bandiera)    | A     | Kurt Hamrin              |
|    | Argentina (bandiera) | A     | Humberto Maschio         |
|    | Italia (bandiera)    | A     | Pierpaolo Manservisi     |
|    | Italia (bandiera)    | A     | Paolo Nuti               |
|    | Italia (bandiera)    | A     | Gianfranco Petris        |
|    | Italia (bandiera)    | A     | Roberto Ronchi           |
|    | Perù (bandiera)      | A     | Juan Seminario           |

Calciatori ceduti nella sessione estiva del 1963 e utilizzati nella Coppa Piano Karl Rappan.
| N. |                   | Ruolo | Calciatore        |
| -- | ----------------- | ----- | ----------------- |
|    | Italia (bandiera) | C     | Lucio Dell'Angelo |
|    | Italia (bandiera) | C     | Alberto Orzan     |

| N. |                      | Ruolo | Calciatore       |
| -- | -------------------- | ----- | ---------------- |
|    | Italia (bandiera)    | C     | Claudio Rimbaldo |
|    | Argentina (bandiera) | A     | Luis Pentrelli   |

Calciatori prestati unicamente per la disputa della Coppa Piano Karl Rappan.
| N. |                   | Ruolo | Calciatore}   |
| -- | ----------------- | ----- | ------------- |
|    | Italia (bandiera) | C     | Adelmo Prenna |

| N. |                   | Ruolo | Calciatore   |
| -- | ----------------- | ----- | ------------ |
|    | Italia (bandiera) | A     | Enrico Minto |

## Risultati

### Serie A

#### Girone di andata
| Arbitro: | Campanati (Milano) |

|                     |           |            |
| Maraschi 53’ (rig.) | Marcatori | 12’ Hamrin |

| Arbitro: | Sebastio (Taranto) |

|                                            |           |  |
| Hamrin 32’ Lojacono 46’, 69’ Seminario 55’ | Marcatori |  |

| Arbitro: | Politano (Cuneo) |

|                               |           |  |
| Seminario 57’ Hamrin 68’, 72’ | Marcatori |  |

| Arbitro: | Lo Bello (Siracusa) |

|                            |           |  |
| Nielsen 20’ Bulgarelli 30’ | Marcatori |  |

| Arbitro: | Adami (Roma) |

|          |           |             |
| Nené 28’ | Marcatori | 63’ Maschio |

| Arbitro: | Cirone (Palermo) |

|            |           |  |
| Hamrin 35’ | Marcatori |  |

| Arbitro: | Sbardella (Roma) |

|             |           |  |
| Vinicio 23’ | Marcatori |  |

| Arbitro: | Genel (Trieste) |

|                 |           |            |
| Meroni 18’, 52’ | Marcatori | 70’ Hamrin |

| Arbitro: | Rigato (Mestre) |

|  |           |            |
|  | Marcatori | 39’ Nicolè |

| Arbitro: | Jonni (Macerata) |

|  |           |                                    |
|  | Marcatori | 31’ Petris 62’ Hamrin 80’ Pirovano |

| Firenze 24 novembre 1963 11ª giornata | Fiorentina     | 0 – 0 | Roma | Stadio Comunale\| Arbitro: \| Righi (Milano) \| |
| Arbitro:                              | Righi (Milano) |       |      |                                                 |

| Arbitro: | Angonese (Mestre) |

|             |           |           |
| Canella 11’ | Marcatori | 31’ Peirò |

| Arbitro: | Lo Bello (Siracusa) |

|          |           |              |
| Jair 31’ | Marcatori | 37’ Pirovano |

| Arbitro: | Adami (Roma) |

|             |           |            |
| Maschio 73’ | Marcatori | 75’ Danova |

| Arbitro: | Jonni (Macerata) |

|                       |           |              |
| Petris 40’ Hamrin 59’ | Marcatori | 10’ Amarildo |

| Arbitro: | Lo Bello (Siracusa) |

|  |           |           |
|  | Marcatori | 8’ Petris |

| Arbitro: | Campanati (Milano) |

|            |           |  |
| Petris 61’ | Marcatori |  |

#### Girone di ritorno
| Arbitro: | Genel (Trieste) |

|            |           |  |
| Petris 49’ | Marcatori |  |

| Arbitro: | Monti (Ancona) |

|                |           |                                                        |
| Domenghini 88’ | Marcatori | 10’, 17’, 25’, 66’, 75’ Hamrin 50’ Pirovano 78’ Petris |

| Arbitro: | Righi (Milano) |

|  |           |              |
|  | Marcatori | 18’ Pirovano |

| Firenze 16 febbraio 1964 21ª giornata | Fiorentina          | 0 – 0 | Bologna | Stadio Comunale\| Arbitro: \| Lo Bello (Siracusa) \| |
| Arbitro:                              | Lo Bello (Siracusa) |       |         |                                                      |

| Arbitro: | Marchese (Napoli) |

|                        |           |             |
| Pirovano 8’ Hamrin 40’ | Marcatori | 67’ Del Sol |

| Ferrara 1º marzo 1964 23ª giornata | SPAL                | 0 – 0 | Fiorentina | Stadio Comunale\| Arbitro: \| Francescon (Padova) \| |
| Arbitro:                           | Francescon (Padova) |       |            |                                                      |

| Arbitro: | Di Tonno (Lecce) |

|  |           |                      |
|  | Marcatori | 7’ Menti 63’ Vinicio |

| Arbitro: | Adami (Roma) |

|                 |           |  |
| Hamrin 16’, 79’ | Marcatori |  |

| Arbitro: | De Marchi (Pordenone) |

|  |           |                                     |
|  | Marcatori | 16’, 24’ (rig.) Hamrin 61’ Lojacono |

| Arbitro: | Genel (Trieste) |

|  |           |             |
|  | Marcatori | 77’ Benitez |

| Arbitro: | Gambarotta (Genova) |

|             |           |             |
| Orlando 50’ | Marcatori | 79’ Maschio |

| Arbitro: | Bernardis (Trieste) |

|  |           |                                      |
|  | Marcatori | 8’ Lojacono 57’ Hamrin 68’ Seminario |

| Arbitro: | Adami (Roma) |

|               |           |                            |
| Seminario 77’ | Marcatori | 17’, 30’ Mazzola 84’ Corso |

| Arbitro: | Grignani (Milano) |

|                          |           |  |
| Battaglia 4’ Fanello 65’ | Marcatori |  |

| Arbitro: | Sbardella (Roma) |

|                     |           |               |
| Mora 4’, 17’ (rig.) | Marcatori | 50’ Seminario |

| Firenze 24 maggio 1964 33ª giornata | Fiorentina          | 0 – 0 | Modena | Stadio Comunale\| Arbitro: \| Francescon (Padova) \| |
| Arbitro:                            | Francescon (Padova) |       |        |                                                      |

| Arbitro: | Palazzo (Palermo) |

|                        |           |  |
| Rossi 49’ Fernando 59’ | Marcatori |  |

### Coppa Italia
| Livorno 9 settembre 1963 Primo turno                            | Palermo   | 0 – 3 referto                 | Fiorentina | Stadio Armando Picchi |
| \| \| \| \| \| \| Marcatori \| Hamrin 18’, 58’ Seminario 60’ \| |           |                               |            |                       |
|                                                                 |           |                               |            |                       |
|                                                                 | Marcatori | Hamrin 18’, 58’ Seminario 60’ |            |                       |

| Firenze 13 novembre 1963 Secondo turno                                                   | Fiorentina | 4 – 1 referto | Prato | Comunale |
| \| \| \| \| \| Seminario 65’, 75’ Pirovano 70’ Hamrin 87’ \| Marcatori \| 77’ Taccola \| |            |               |       |          |
|                                                                                          |            |               |       |          |
| Seminario 65’, 75’ Pirovano 70’ Hamrin 87’                                               | Marcatori  | 77’ Taccola   |       |          |

| Arbitro: | Angonese (Mestre) |

|  |           |           |
|  | Marcatori | 2’ Hamrin |

| Arbitro: | Varazzani (Parma) |

|          |           |  |
| Nuti 87’ | Marcatori |  |

| Arbitro: | Genel (Trieste) |

|                     |                      |                                              |
| Leonardi 20’        | Marcatori            | 5’ Seminario                                 |
| Manfredini Cudicini | Tiri di rigore 6 – 2 | Marchesi Seminario Marchesi Albertosi Hamrin |

### Coppa Piano Rappan

#### Fase a gironi
| Arbitro: | Adami |

|                                        |           |                                         |
| Cavicchia 2’, 29’ Hamrin 12’, 19’, 25’ | Marcatori | 14’ Salem 30’, 39’ Stamm 78’ Synakowski |

| Arbitro: | Huber |

|          |           |            |
| Kuhn 87’ | Marcatori | 75’ Hamrin |

| Arbitro: | Barbéran |

|                   |           |  |
| Salem 38’ Roy 75’ | Marcatori |  |

| Arbitro: | Rigato |

|  |           |              |
|  | Marcatori | 79’ Claessen |

| Arbitro: | Roversi |

|           |           |  |
| Marchi 2’ | Marcatori |  |

| Arbitro: | Geluck |

|            |           |            |
| Bleser 11’ | Marcatori | 31’ Hamrin |

## Statistiche

### Statistiche di squadra
| Competizione       | Punti | In casa | In casa | In casa | In casa | In casa | In casa | In trasferta | In trasferta | In trasferta | In trasferta | In trasferta | In trasferta | Totale | Totale | Totale | Totale | Totale | Totale | D.R. |
| Competizione       | Punti | G       | V       | N       | P       | Gf      | Gs      | G            | V            | N            | P            | Gf           | Gs           | G      | V      | N      | P      | Gf     | Gs     | D.R. |
| ------------------ | ----- | ------- | ------- | ------- | ------- | ------- | ------- | ------------ | ------------ | ------------ | ------------ | ------------ | ------------ | ------ | ------ | ------ | ------ | ------ | ------ | ---- |
| Serie A            | 38    | 17      | 8       | 5       | 4       | 19      | 11      | 17           | 6            | 5            | 6            | 24           | 16           | 34     | 14     | 10     | 10     | 43     | 27     | +16  |
| Coppa Italia       | 6     | 2       | 2       | 0       | 0       | 5       | 1       | 3            | 2            | 1            | 0            | 5            | 1            | 5      | 4      | 1      | 0      | 10     | 2      | +8   |
| Coppa Piano Rappan | -     | 3       | 2       | 0       | 1       | 6       | 5       | 3            | 0            | 2            | 1            | 2            | 4            | 6      | 2      | 2      | 2      | 8      | 9      | -1   |
| Totale             | -     | 22      | 12      | 5       | 5       | 30      | 17      | 23           | 8            | 8            | 7            | 31           | 21           | 45     | 20     | 13     | 12     | 61     | 38     | +23  |

### Statistiche dei giocatori
Sono in corsivo i calciatori che hanno lasciato la società a stagione in corso.
| Giocatore      | Serie A  | Serie A | Coppa Italia | Coppa Italia | Coppa Piano Karl Rappan | Coppa Piano Karl Rappan | Totale   | Totale |
| Giocatore      | Presenze | Reti    | Presenze     | Reti         | Presenze                | Reti                    | Presenze | Reti   |
| -------------- | -------- | ------- | ------------ | ------------ | ----------------------- | ----------------------- | -------- | ------ |
| E. Albertosi   | 33       | -25     | 5            | -2           | 6                       | -9                      | 44       | -36    |
| C. Bartu       | 10       | 0       | 1            | 0            | 0                       | 0                       | 11       | 0      |
| R. Benaglia    | 21       | 0       | 3            | 0            | 0                       | 0                       | 24       | 0      |
| G. Brizi       | 9        | 0       | 3            | 0            | 5                       | 0                       | 17       | 0      |
| M. Brugnera    | 2        | 0       | 0            | 0            | 0                       | 0                       | 2        | 0      |
| L. Buffon      | 1        | -2      | 0            | -0           | 0                       | -0                      | 1        | -2     |
| F. Canella     | 17       | 1       | 2            | 0            | 1                       | 0                       | 20       | 1      |
| S. Castelletti | 24       | 0       | 3            | 0            | 5                       | 0                       | 32       | 0      |
| P. Cavicchia   | 0        | 0       | 0            | 0            | 5                       | 2                       | 5        | 2      |
| U. Ferrante    | 1        | 0       | 0            | 0            | 1                       | 0                       | 2        | 0      |
| P. Gonfiantini | 25       | 0       | 2            | 0            | 5                       | 0                       | 32       | 0      |
| E. Guarnacci   | 23       | 0       | 5            | 0            | 1                       | 0                       | 29       | 0      |
| K. Hamrin      | 33       | 19      | 5            | 4            | 3                       | 5                       | 41       | 28     |
| F. Lojacono    | 18       | 4       | 1            | 0            | 1                       | 0                       | 20       | 4      |
| P. Manservisi  | 1        | 0       | 0            | 0            | 0                       | 0                       | 1        | 0      |
| G. Marchi      | 0        | 0       | 0            | 0            | 1                       | 1                       | 1        | 1      |
| R. Marchesi    | 24       | 0       | 4            | 0            | 5                       | 0                       | 33       | 0      |
| H. Maschio     | 20       | 3       | 4            | 0            | 1                       | 0                       | 25       | 3      |
| P. Nuti        | 2        | 0       | 1            | 1            | 0                       | 0                       | 3        | 1      |
| G. Petris      | 20       | 6       | 3            | 0            | 0                       | 0                       | 23       | 6      |
| G.B. Pirovano  | 31       | 5       | 4            | 1            | 1                       | 0                       | 36       | 6      |
| E. Robotti     | 31       | 0       | 4            | 0            | 2                       | 0                       | 37       | 0      |
| R. Ronchi      | 0        | 0       | 0            | 0            | 3                       | 0                       | 3        | 0      |
| E. Salvori     | 5        | 0       | 0            | 0            | 1                       | 0                       | 6        | 0      |
| J. Seminario   | 23       | 5       | 5            | 4            | 4                       | 0                       | 32       | 9      |
| L. Dell'Angelo | -        | -       | -            | -            | 4                       | 0                       | 4        | 0      |
| A. Orzan       | -        | -       | -            | -            | 3                       | 0                       | 3        | 0      |
| L. Penterelli  | -        | -       | -            | -            | 4                       | 0                       | 4        | 0      |
| C. Rimbaldo    | -        | -       | -            | -            | 4                       | 0                       | 4        | 0      |
| E. Minto       | -        | -       | -            | -            | 2                       | 0                       | 2        | 0      |
| A. Prenna      | -        | -       | -            | -            | 1                       | 0                       | 1        | 0      |